# Helicopis gnidus
Helicopis gnidus is een vlindersoort uit de familie van de prachtvlinders (Riodinidae), onderfamilie Riodininae.
Helicopis gnidus werd in 1787 beschreven door Fabricius.